# Msta
La Msta (in russo Мста?) è un fiume della Russia europea occidentale (oblast' di Tver' e di Novgorod), tributario del lago Il'men'.
Ha origine dal piccolo lago Mstino, situato sulle propaggini nordorientali del rialto del Valdaj a pochissimi chilometri di distanza dalla città di Vyšnij Voločëk, nella oblast' di Tver'. Si dirige dapprima verso nord; poi, a valle dell'insediamento di Berëzovskij Rjadok, volge il suo corso verso nordovest ed entra nella oblast' di Novgorod. Il fiume attraversa in questo tratto una zona di modeste alture collinari; tocca la città di Boroviči e successivamente, a valle di Ljubitino, assume direzione mediamente ovest-sudovest che mantiene fino alla sua foce nel lago Il'men', poco distante dalla città di Velikij Novgorod.
I principali affluenti sono (da monte a valle) Berezajka (150 km), Volma (60 km) e Cholova (126 km) dalla sinistra idrografica, Uver' (90 km), Šegrinka (74 km) e Mda (101 km) dalla destra.
La Msta è gelata, mediamente, in un periodo compreso fra gli inizi di dicembre ed aprile; nei rimanenti mesi è navigabile a valle della confluenza dell'affluente Cholova (circa 90 km).